# Strobilanthes helicoides
Strobilanthes helicoides är en akantusväxtart som beskrevs av T. Anders.. Strobilanthes helicoides ingår i släktet Strobilanthes och familjen akantusväxter. Inga underarter finns listade i Catalogue of Life.